# Vítězslav Hornig
Vítězslav Hornig (* 26. April 1999 in Jilemnice) ist ein tschechischer Biathlet.

## Karriere
Vítězslav Hornig gab sein internationales Debüt im Rahmen der Biathlon-Juniorenweltmeisterschaften 2016, bei denen er die Plätze 43, 44 und 46 belegte. Auch an den Olympischen Jugend-Winterspielen 2016 nahm der Tscheche teil und wurde dort Neunter mit der Mixed-Staffel, 14. im Sprint sowie 22. in der Verfolgung. Hornig wurde in zwei Rennen des IBU-Junior-Cups 2016/17 eingesetzt, bei denen er 43. und 53. wurde.
In der Saison 2017/18 nahm Hornig schließlich regelmäßig an IBU-Junior-Cup-Wettbewerben teil. Dort lief er regelmäßig in die Top 50 und erreichte seine erste Top-10-Platzierung beim Sprint im heimischen Nové Město na Moravě. Bei den Biathlon-Junioren-Europameisterschaften 2018 auf der Pokljuka konnte der Tscheche neben einem 21. und 22. Platz in Sprint und Verfolgung sowie einem 7. Platz mit der Herrenstaffel im Einzelrennen die Bronzemedaille gewinnen. Und auch bei den darauffolgenden Biathlon-Juniorenweltmeisterschaften 2018 im estnischen Otepää war Vítězslav Hornig erfolgreich, denn er konnte mit der Bronzemedaille im Sprint und der Silbermedaille im Staffelrennen zweimal Edelmetall ergattern. Im Einzel wurde er Zwölfter, in der Verfolgung ging er nicht mehr an den Start. Bei den Junioren-Sommerbiathlon-Weltmeisterschaften 2018 gewann er als Erster mit der tschechischen Herrenstaffel sowie Dritter des Sprints und der Verfolgung drei weitere Medaillen.
In der Saison 2018/19 wurde Hornig erstmals im IBU-Cup der Senioren eingesetzt. Dort erreichte er regelmäßig die Punkteränge, verpasste aber den Sprung in die Top 10, sodass sein bestes Ergebnis ein 17. Rang war. Der Tscheche nahm erneut an den Biathlon-Juniorenweltmeisterschaften und Biathlon-Junioren-Europameisterschaften teil, blieb dort aber anders als im Vorjahr ohne Medaille. Bei der JWM wurde er 14., 27. und 38. in den Individualrennen sowie Sechster mit der Staffel, bei der JEM belegte er in den Einzelwettkämpfen die Plätze 11, 18 und 26 und wurde Siebter mit der Single-Mixed-Staffel. Hornig nahm auch 2019 an den Junioren-Sommerbiathlon-Weltmeisterschaften teil und konnte alle drei Rennen unter den besten zehn beenden, darunter auch den Supersprint als Zweiter, womit er eine weitere Medaille gewinnen konnte.
Auch in der nächsten Saison wurde Hornig im IBU-Cup der Senioren eingesetzt. Nachdem er dort konstant unter den besten 20 zu finden war und zweimal in die Top 10 lief, durfte der Tscheche am 19. Dezember 2019 sein Weltcup-Debüt beim Sprintrennen von Annecy-Le Grand-Bornand feiern, das er auf dem 71. Rang beendete. Es folgten drei weitere Top-10-Platzierungen im IBU-Cup, darunter auch ein zweiter Platz im Sprint von Brezno-Osrblie, gleichzeitig der erste Podestplatz im IBU-Cup für Vítězslav Hornig. Der Tscheche trat auch bei den Biathlon-Juniorenweltmeisterschaften 2020 an und konnte alle Rennen in den Top 20 beenden, jedoch keine Medaille gewinnen. 2020 trat Hornig erstmals auch bei Biathlon-Europameisterschaften der Senioren an und erreichte bei den Wettbewerben in Minsk den 14., 51. und 57. Platz in den Individualwettbewerben sowie den 11. Rang mit der Single-Mixed-Staffel. Bei den Biathlon-Junioren-Europameisterschaften 2020 zwei Wochen später war Vítězslav Hornig als Silbermedaillengewinner des Sprints und Goldmedaillengewinner des Einzels zusammen mit dem Slowenen Alex Cisar der erfolgreichste Athlet der Titelkämpfe.
In der Saison 2020/21 wurde Hornig erst im Februar international eingesetzt, wobei er als 45. und 50. der IBU-Cup-Wettkämpfe von Brezno-Osrblie nicht überzeugen konnte. Dennoch war er bei den Biathlon-Juniorenweltmeisterschaften 2021 erfolgreich, denn er erreichte in allen Wettbewerben einen Top-10-Rang, so wurde er Zehnter im Einzel, Achter im Sprint, Sechster in der Verfolgung und Dritter mit der tschechischen Herrenstaffel, womit er eine weitere Medaille gewinnen konnte. Im März 2021 wurde Hornig bei den Wettbewerben in seinem Heimatland Tschechien in Nové Město na Moravě erstmals in der Saison 2020/21 im Weltcup eingesetzt, wobei er im Sprint den 50. Platz belegte und in der Verfolgung den 56. Rang erreichte.

## Statistik

### Weltcupplatzierungen
Die Tabelle zeigt alle Platzierungen (je nach Austragungsjahr einschließlich Olympische Spiele und Weltmeisterschaften).
- 1.–3. Platz: Anzahl der Podiumsplatzierungen
- Top 10: Anzahl der Platzierungen unter den ersten zehn (einschließlich Podium)
- Punkteränge: Anzahl der Platzierungen innerhalb der Punkteränge (einschließlich Podium und Top 10)
- Starts: Anzahl gelaufener Rennen in der jeweiligen Disziplin
- Staffel: inklusive Mixed- und Single-Mixed-Staffeln

| Platzierung               | Einzel | Sprint | Verfolgung | Massenstart | Staffel | Gesamt |
| ------------------------- | ------ | ------ | ---------- | ----------- | ------- | ------ |
| 1. Platz                  |        |        |            |             |         |        |
| 2. Platz                  |        |        |            |             |         |        |
| 3. Platz                  |        |        |            |             |         |        |
| Top 10                    |        |        |            |             | 2       | 2      |
| Punkteränge               |        |        | 1          |             | 5       | 6      |
| Starts                    | 4      | 12     | 5          |             | 5       | 26     |
| Stand: Saisonende 2023/24 |        |        |            |             |         |        |